# Nuevo Polanco

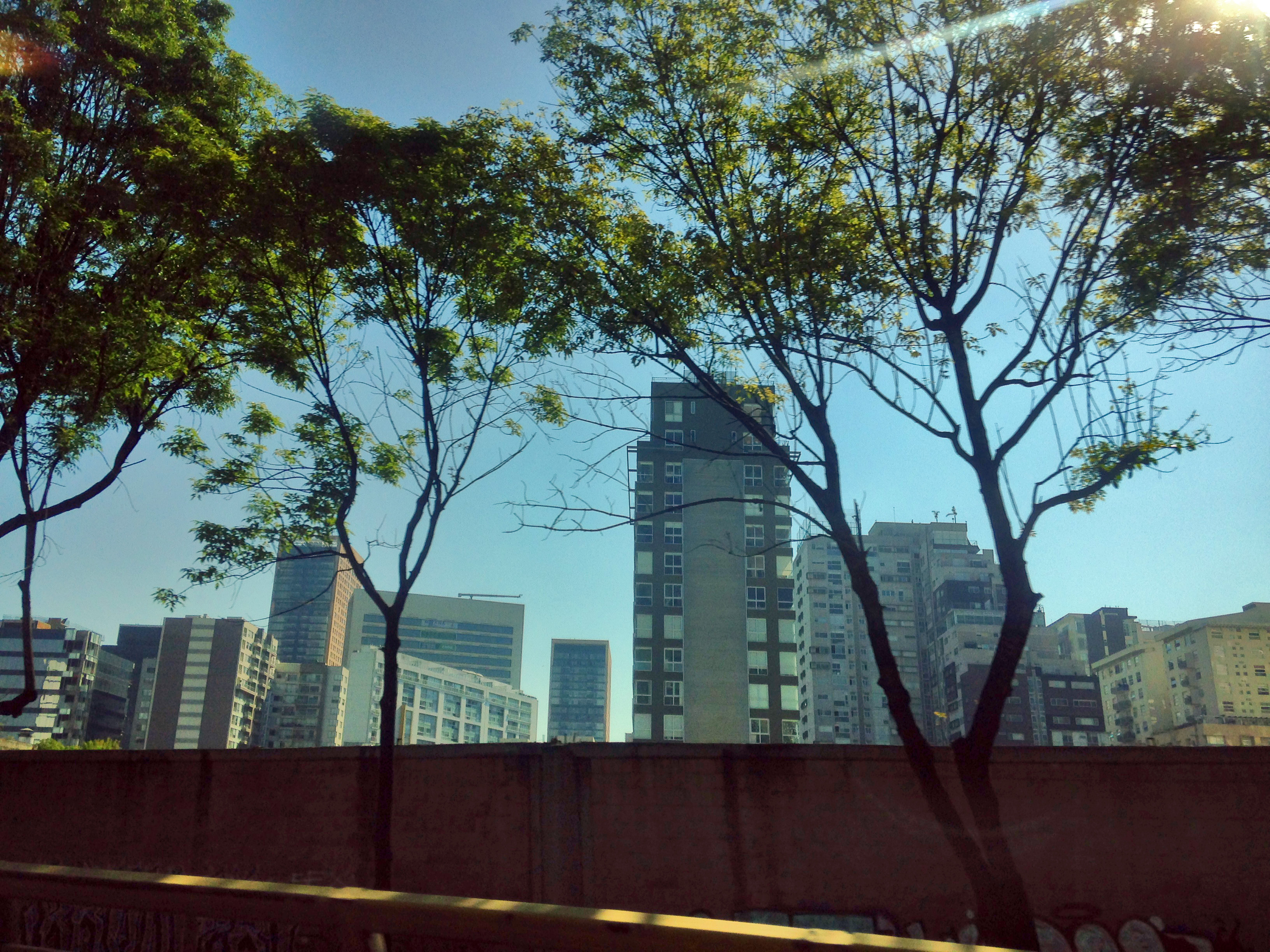
Edificios con un promedio de veinte pisos vistos desde la avenida Río San Joaquín, en Nuevo Polanco.

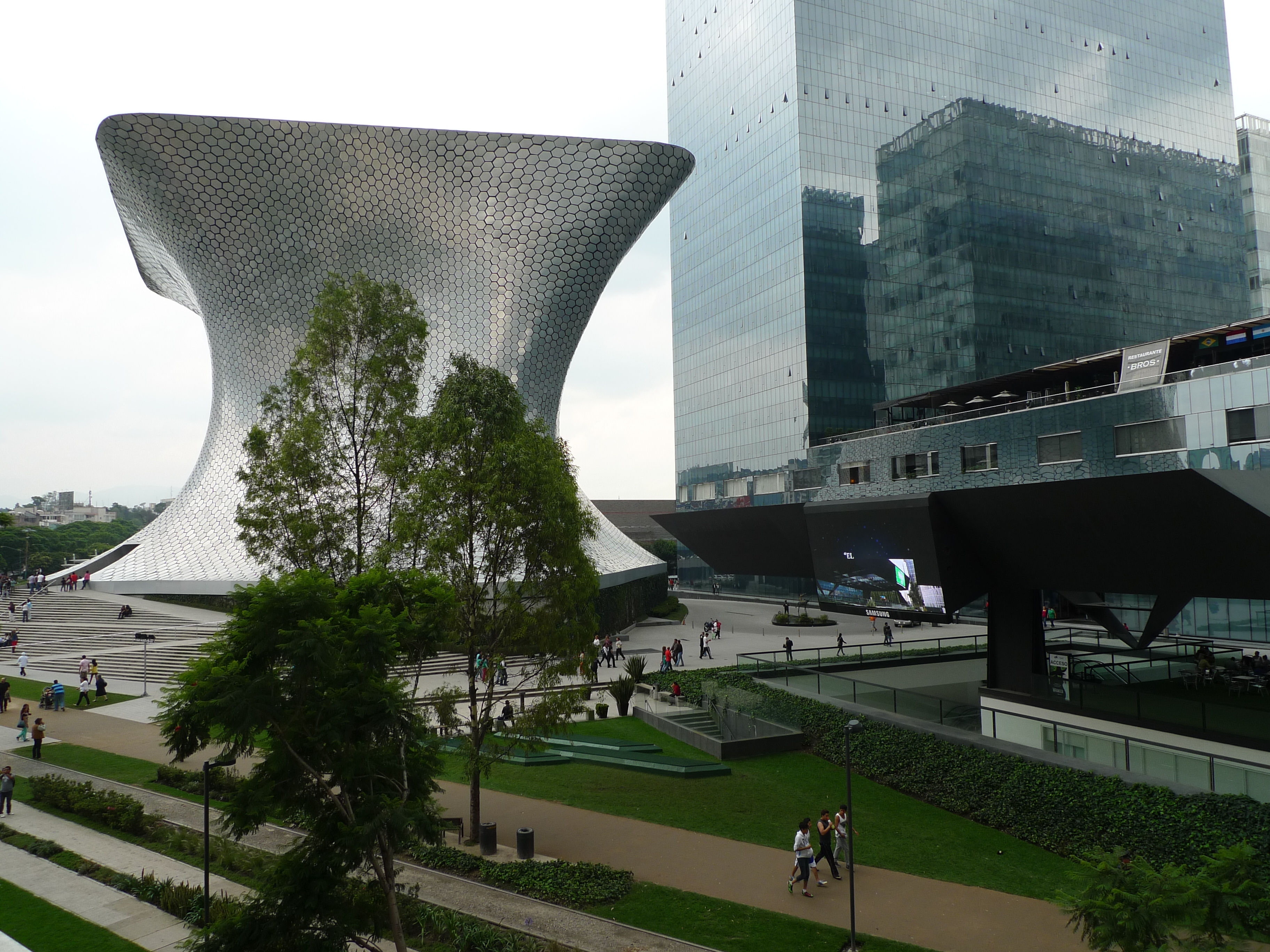
Museo Soumaya de Plaza Carso

Nuevo Polanco es una zona al norponiente de la Ciudad de México, que corresponde a las colonias Granada, Ampliación Granada, Anáhuac I sección, Popotla, y Mariano Escobedo, y que ha experimentado una ola de gran desarrollo inmobiliario, comercial y urbano. Impulsada por la transformación de grandes lotes industriales, la renovación de construcciones antiguas, y la creación de nuevos desarrollos verticales, al norte de la exclusiva zona de Polanco. 
Se ha consolidado con la creación de centros comerciales como Antara Fashion Hall, Parques Polanco, Miyana y Plaza Carso, además de múltiples desarrollos verticales de vivienda. Coloquialmente, se llama nuevo Polanco a la colonia Granada y Ampliación Granada, pero la renovación y desarrollo de la zona a nivel comercial, habitacional e inmobiliario continúa en expansión rumbo a las colonias del norte. 
El acelerado ritmo de la ola de construcción se ha desarrollado por distintas manzanas localizadas a lo largo de las avenidas; Boulevar Miguel de Cervantes Saavedra, Ejército Nacional, Río San Joaquín, Mariano Escobedo, Marina Nacional, Lago Hielmar y la calzada Legaria.
Antes de la ola de desarrollos inmobiliarios y la renovación del área, caracterizada por altos edificios de arquitectura vanguardista, la zona tenía un marcado carácter industrial con numerosas fábricas, así como residencial por parte de habitantes de clase popular en las colonias Ampliación Granada y Anáhuac. Entre los principales desarrolladores del proyecto se encuentra el magnate Carlos Slim y grandes desarrolladoras mexicanas como Grupo Gigante.
Existe controversia respecto a la ola de desarrollos inmobiliarios y ha sido acusada de fomentar la gentrificación, aumentar el tráfico local, y de operar con irregularidades solapadas por la Seduvi, pero no se sabe de demandas o procedimientos abiertos que lo confirmen.

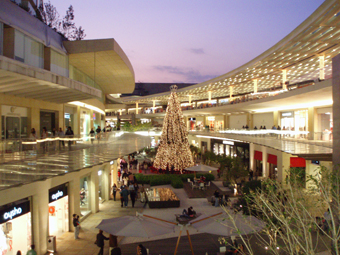
Centro comercial Antara Polanco

## Desarrollo urbanístico

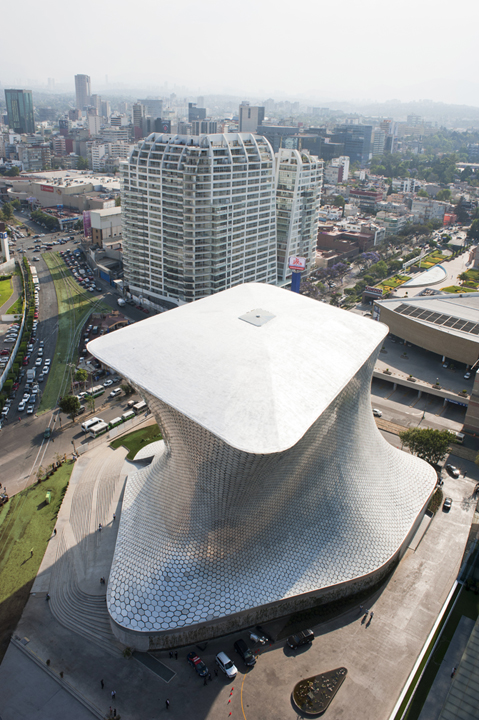
Museo Soumaya, en Nuevo Polanco.

Nuevo Polanco se ha construido entre las avenidas Ejército Nacional y Río San Joaquín, sobre las colonias Granada, Cuauhtémoc Pensil, Ampliación Granada, Irrigación y Anáhuac y abarca su influencia en otras como Verónica Anzures, Tacuba o Periodista; mediante el proceso de transformación urbana denominado gentrificación.
En octubre del 2013, la SEDUVI anunció un paro a mayor desarrollo hasta que hubiera un plan para poner infraestructura como banquetas, drenaje etc. A esa fecha Nuevo Polanco contó 76 000 habitantes, dos veces la cantidad prevista, y había 23 469 unidades residenciales. El proyecto inmobiliario mexicano ha llegado a ser un ejemplo en la prensa internacional de cómo puede fallar el desarrollo urbano cuando no hay planificación para la infraestructura.
Destacan Antara Polanco, Plaza Carso, con su Museo Soumaya, Museo Jumex y Teatro Telcel, Grand Polanco, Parques Polanco, Terret Polanco, complejo de oficinas (en construcción), Portika Polanco, Ventana Polanco, Polárea, Alto Polanco (por iniciarse), etc.  La nueva sede de la Embajada de los Estados Unidos se ubicará en Nuevo Polanco, en un gran complejo que se construirá sobre los terrenos que hasta ahora se usaban para la planta de Colgate-Palmolive, además de los nuevos edificios corporativos de Nestlé y Bayer En junio de 2014 abrió el Acuario Inbursa, el más grande en la República Mexicana.
Éste desarrollo se ha cuestionado dado que se estima un gran incremento del ya de por sí complicado tráfico de la zona, dado lo estrecho de sus vialidades, la falta de estacionamiento y el contraste económico y social de las lujosas zonas comerciales de Polanco, con las zonas de bajos recursos aledañas como la Colonia Pensil.